# Todirești (Iași)
Todireşti es una comuna ubicada en el distrito de Iași, Rumania.

## Superficie
Cuenta con una superficie de 36,24 kilómetros cuadrados.

## Demografía
Hasta 2021 la población era de 4645 habitantes, con una densidad de población de 128,2 habitantes por kilómetro cuadrado.